# Kersbergen
Kersbergen (ook: Kersberch, Karsbergen, Carsbergen) was een ridderhofstad in de provincie Utrecht in het Overkwartier, bij Zeist.
Vermoedelijk gesticht als een jachthuis der Utrechtse bisschoppen, was het reeds vroeg in het bezit van het huis Renesse.
De eerste vermelding van het huis is in een akte van 18 mei 1417, waarin Voern van Kersberch het stuk grond en de hoeve "erkent". Een jaar later, op 17 juli 1418, werden huis en hofstede Kersberch in vrije eigendom overgedragen aan de heer Johan van Renesse van Rhijnauwen door Loef van den Gheyne.
In 1498 werd het door Vincent van Renesse van Everdingen overgedragen aan Dirk van Zuylen van Harmelen, die gehuwd was met Vincent's zuster Maria van Renesse. In 1538 werd Kersbergen door de Staten van Utrecht officieel erkend als ridderhofstad, en kwam het huis in het bezit van Dirks dochter Johanna van Zuylen van Harmelen en haar echtgenoot Harmen van Heemskerk, die het nalieten aan Johanna's nicht Gijsberta van Zuylen van Harmelen. Tot het einde der 16e eeuw, was het in handen van de familie Van Zuylen van Harmelen.
In een kopergravure van Jan van Vianen (1699-1700) wordt het aangeduid als Carsbergen. Een latere archiefvermelding spreekt van ridderhofstad Karsbergen.
In 1854 werd de ridderhofstad gesloopt en vervangen door een landhuis met dezelfde naam. In 1935 werd het landhuis gesloopt om plaats te maken voor een villapark met dezelfde naam, dat nu deel uitmaakt van de buurt Griffensteijn en Kersbergen.

## Bewoners
- tot 1417 - Otto van den Berghe (in bruikleen van de heer van Abcoude)
- van 1418 tot 1438 - Johan van Renesse van Rhijnauwen en zijn vrouw Elisabeth van Zuilen
- van 1438 tot 1498 - Vincent van Renesse van Everdingen
- van 1498 tot 1538 - Dirk van Zuilen van Harmelen en zijn vrouw Maria van Renesse van Zeist
- vanaf 1538 - Harmen van Heemskerk en Johanna van Zuylen van Harmelen
- tot 1592 - Gijsberta van Zuilen van Harmelen en haar man John Maximiliaan van Baexen
- van 1592 tot 1610 - Frederik van Baexen (neef van Gijsberta van Zuilen van Harmelen)
- van 1625 tot 1644 - Ewoud van Baexen
- van 1644 tot 1701 - Koenraad Borre van Amerongen en zijn vrouw Nicole van Baexen
- van 1715 tot 1718 - Floris Willem Borre van Amerongen en zijn vrouw Adrian Johanna Wilhelmina Schimmelpenninck van der Oye
- van 1718 tot 1777 - Florentine Wilhelmina Borre van Amerongen (1718-1777), dochter van voorgaanden en echtgenote van Arend Sloet van Warmelo (1708-1771)
- van 1782 tot [1800] - Floris Willem baron Sloet (1753-1838), zoon van voorgaanden
- van 1821 tot 1829 - Huydecoper, door koop
- van 1829 tot 1853 - Taets van Amerongen, door koop van zwager Huydecoper
- van 1854 tot 1885 - Josua van Eik (aankoop, sloop en nieuwbouw landhuis Kersbergen)
- van 1885 tot 1927 - Familie Crommelin
- in 1927 - gekocht door NV Park Kersbergen
- in 1935 - sloop en bouw villapark Kersbergen

Kasteel Ter Aa (Breukelen) ·
Aastein ·
Slot Abcoude ·
Amaliastein ·
Nieuw-Amelisweerd ·
Oud-Amelisweerd ·
Kasteel Amerongen ·
Kasteel Batestein (Harmelen) ·
Kasteel Batestein (Vianen) · 
De Beest ·
Bergestein ·
Beverweerd ·
Blasenburg ·
Blikkenburg ·
Blommesteyn ·
Bolenstein ·
Bolsweerd ·
Bottestein ·
Kasteel Broekhuizen ·
Bruinenburg ·
Huis Cammingha ·
Clarenborg ·
Coelhorst ·
De Batau ·
Dompselaer ·
Huis Doorn ·
Drakenburg (kasteel) ·
Drakensteyn ·
Kasteel Duurstede ·
Huis Ter Eem ·
Eijkelenburg ·
Emmickhuizen ·
Den Engh ·
Essenstein ·
Everstein (Everdingen) ·
Everstein (Jutphaas) ·
Den Eyck ·
Galesloot ·
Kasteel Geerestein ·
Gildenborgh ·
Kasteel Ten Goye ·
Grauwert ·
Grijpestein ·
Groenestein (Langbroek) ·
Kasteel Groeneveld (Baarn) ·
Groenewoude (Woudenberg) ·
Gunterstein ·
Kasteel de Haar ·
Kasteel Hagestein ·
Hamtoren ·
Kasteel Hardenbroek ·
Huis Harmelen ·
Ridderhofstad Heemstede ·
Kasteel Heemstede ·
Heimenberg ·
Heimerstein ·
Huis Herlaar ·
Ter Heul ·
Heulestein ·
Hindersteyn ·
Kasteel Ter Horst (Achterberg) ·
Isselt ·
Kasteel IJsselstein ·
Jagenstein ·
Kersbergen ·
Killestein ·
Kronenburg (kasteel) ·
Kasteel Levendaal ·
Lichtenberg (Woudenberg) ·
Lievendaal (Amerongen) ·
Landgoed Linschoten ·
Kasteel Linschoten ·
Lockhorst ·
Kasteel Loenersloot ·
Kasteel Lunenburg ·
Huis Maarsbergen ·
Marckenburg ·
Ter Meer ·
Ter Mey (Haarzuilens) ·
Huis te Mijdrecht ·
Huis te Mijnden ·
Kasteel Moersbergen ·
Kasteel Montfoort ·
Natewisch ·
Te Nesse ·
Kasteel Nijenrode ·
Nijenstein ·
Nijeveld ·
Noordwijk (Langbroek) ·
Huis te Oosterwijk ·
Oostwaard (Utrecht) ·
Op de Bol ·
Oud-Broekhuizen ·
Ridderhofstad Oudaan ·
Huis Oudegein ·
Oudenhorst ·
Plettenburg (kasteel) ·
Huis De Polle ·
Prattenburg ·
Kasteel Putkop ·
Randenbroek (park) ·
Remmerstein ·
Kasteel Renswoude ·
Rhijnauwen ·
Kasteel Rhijnestein ·
Huis Riebeek ·
Kasteel Rijnenburg ·
Rijnestein ·
Rijneveld ·
Kasteel Rijnhuizen ·
Rijningen ·
Huis Rijnsweerd ·
Rijpickerwaard · 
Kasteel Rijsenburg ·
De Roetert ·
Rumelaar ·
Kasteel Ruwiel ·
Royestein ·
Kasteel Sandenburg ·
Kasteel Schalkwijk ·
Kasteel Schonauwen ·
Schurenburg ·
Snaafburg ·
Snellenburg ·
Paleis Soestdijk ·
Steenhuis (Lopik) ·
Kasteel Sterkenburg ·
Stormerdijk ·
Landgoed Stoutenburg ·
Ten Massche ·
Valkenburg (Rhenen) ·
Huis te Velde ·
Kasteel Veldenstein ·
Hofstede te Vliet ·
Huis te Vleuten ·
Huis te Vliet (Lopik) ·
Huis te Vliet (Oudewater) ·
Vogelpoel ·
Huis te Voorn ·
Vredelant ·
Vronestein ·
Vuijlcop ·
Kasteel Walenburg ·
Wayenstein (Amerongen) ·
Kasteel Weerdenburg ·
Weerdesteyn ·
Weerestein ·
Hof ter Weyde ·
Wickenburgh ·
Wijnestein ·
Wiltenburg (Utrecht) ·
Kasteel van Woerden ·
Huis Woudenberg ·
Huis te Woudenberg (I) ·
Huis te Woudenberg (II) ·
Wulven ·
Kasteel Oud-Wulven ·
Wulvenhorst ·
Slot Zeist ·
Kasteel Zuilenburg ·
Zuileveld ·
Slot Zuylen ·
Huis Zuylenstein